# Chmeľov
Chmeľov (em húngaro: Komlóskeresztes) é um município da Eslováquia, situado no distrito de Prešov, na região de Prešov. Tem 12,64 km² de área e sua população em 2018 foi estimada em 1.025 habitantes.

## Demografia
| Ano:        | 1994 | 2004   | 2014   | 2024   |
| ----------- | ---- | ------ | ------ | ------ |
| Broj ljudi: | 854  | 912    | 984    | 1076   |
| Razlika:    |      | +6,79% | +7,89% | +9,34% |

| Ano:               | 2023 | 2024   |
| ------------------ | ---- | ------ |
| Número de pessoas: | 1078 | 1076   |
| Diferença:         |      | -0,18% |